# Andreas Schibany
Andreas Schibany (* 1966; † 25. Juni 2014) war ein österreichischer Ökonom, Innovations- und Zukunftsforscher.

## Leben
Andreas Schibany studierte Philosophie und Volkswirtschaftslehre an der Universität Wien und ging daran anschließend als Innovationsforscher im Bereich Systemforschung an das damalige Forschungszentrum Seibersdorf, heute Austrian Institute of Technology (AIT). Ab 1999 arbeitete er bei der JOANNEUM RESEARCH Forschungsgesellschaft mbH, wo er sich auf den Bereich des Wissens- und Technologietransfers zwischen Hochschulen und der Wirtschaft konzentrierte. 2010 wurde er Leiter der Gruppe TIP (Technologie, Innovation und Politikberatung) und war als Berater unter anderem für die österreichische Bundesregierung tätig und federführend an der Weiterentwicklung des Forschungs- und Technologieberichts der Regierung beteiligt. 2013 wechselte er an das Institut für Höhere Studien (IHS) und leitete die Gruppe Forschung, Innovation und Systemanalyse.
Andreas Schibany erkrankte an Knochenmarkkrebs, der mit einer Stammzellentransplantation fremder Stammzellen behandelt wurde. Er starb am 25. Juni 2014 nach der Transplantation an den Folgen einer Infektion. Schibany war verheiratet und hatte einen Sohn.

## Wirken
Schibany arbeitete vor allem in den Arbeitsbereichen Forschungs-, Technologie- und Innovationspolitik sowie an den Komplexen der Forschungsfinanzierung, Hochschulforschung, Evaluierung und der vergleichenden Analyse nationaler Innovationssysteme. Während seiner Arbeit bei Joanneum Research etablierte er die jährlich erscheinenden Policy-Briefe über die österreichische Forschungsförderung und nahm damit auch Einfluss auf die Förderfeldvergabe. Er galt als ein Verfechter der Grundlagenforschung und deren Finanzierung in Österreich. Weiterhin zeigte er sich lange federführend für den Forschungs- und Technologiebericht der Bundesregierung. Auch stieß er in Österreich eine kontroverse Debatte um die Verteilung von Forschungsgeldern an.

## Belege
1. 1 2  Innovationsforscher Andreas Schibany nach längerer Krankheit gestorben. studium.at, 27. Juni 2014; Abgerufen am 19. August 2014.
2. 1 2  Christian Keuschnigg, Brigitte Ecker, Helmut Gassler: Nachruf auf Andreas Schibany des Instituts für Höhere Studien (IHS); Abgerufen am 19. August 2014.
3. 1 2  Peter Illetschko: Ein streitbarer Debattenführer. Der Standard, 26. Juni 2014; Abgerufen am 19. August 2014.
4. ↑  Briefwechsel – Schlag auf Schlag Knut Consemüller, Vorsitzender des Rates für Forschung und Technologieentwicklung, zu Andreas Schibanys Aussagen zum Thema „Öffentliches Geld für welche Forschung: Nach der Krise der Verteilungskampf?“ Fonds zur Förderung der wissenschaftlichen Forschung 2/2010. Abgerufen am 20. April 2015.